# Black Hills
Black Hills (jezik Tetona: Ȟe Sáp; jezik Šajena: Moʼȯhta-voʼhonáaeva; jezik Hidatsa: awaxaawi shiibisha) je mali i izolirani planinski lanac koji se uzdiže iz Velikih nizina Sjeverne Amerike u zapadnoj Južnoj Dakoti i proteže se do Wyominga u Sjedinjenim Američkim Državama. Vrh Black Elk (ranije poznat kao vrh Harney), koji se uzdiže na 2,208 m, je najviši vrh planinskog lanca. Black Hills obuhvaća Nacionalnu šumu Black Hills. Ime brda u jeziku Tetona je Pahá Sápa, što znači "srce svega što postoji." Black Hills se smatraju svetim mjestom. Planinski lanac tako se naziva zbog svog mračnog izgleda iz daljine, jer su prekrivena zimzelenim drvećem.
Indijanci imaju dugu povijest u Black Hillsu i smatraju ga svetim mjestom. Nakon što su osvojili Šajene 1776., Tetoni su zauzeli teritorij Black Hillsa, koji je postao središtem njihove kulture. Godine 1868. vlada SAD-a potpisala je sporazum Fort Laramie iz 1868., uspostavljajući Veliki rezervat Siouxa zapadno od rijeke Missouri, i zauvijek izuzimajući Black Hills od svih bijelačkih naselja. Međutim, kada su doseljenici ondje otkrili zlato 1874. godine, kao rezultat ekspedicije Black Hills Georgea Armstronga Custera, rudari su upali u to područje u zlatnoj groznici. Američka vlada zauzela je Black Hills i nasilno preselila Tetone nakon Velikog Sioux rata 1876., u pet manjih rezervata u zapadnoj Južnoj Dakoti, rasprodavši 36.000 km² njihove nekadašnje zemlje. Za razliku od većeg dijela Južne Dakote, Black Hills naselili su europski Amerikanci prvenstveno iz naseljenih središta na zapadu i jugu regije, budući da su rudari tamo hrlili s ranijih lokacija nalazišta zlata u Coloradu i Montani.
Kako se gospodarstvo Black Hillsa od kasnog 20. stoljeća udaljilo od prirodnih resursa (rudarstva i drva), prevladali su ugostiteljstvo i turizam. Mještani dijele Black Hills na dva područja: "Južna brda" i "Sjeverna brda". Južna brda dom su planine Rushmore, nacionalnog parka Wind Cave, nacionalnog spomenika Jewel Cave, vrha Black Elk (najviša točka u Sjedinjenim Državama istočno od Stjenjaka, prije i još uvijek poznatiji kao Harney Peak), Custer State Park (najveći državni park u Južnoj Dakoti), Crazy Horse Memorial i Nalazište The Mammoth u Hot Springsu, najveća svjetska ustanova za istraživanje mamuta.
Atrakcije u Northern Hillsu uključuju kanjon Spearfish, povijesni Deadwood i motociklistički reli Sturgis koji se održava svakog kolovoza. Prvi reli održan je 14. kolovoza 1938. Nacionalni spomenik Devils Tower, smješten u Wyoming Black Hillsu, važna je obližnja atrakcija i bio je prvi nacionalni spomenik SAD-a.

## Povijest
Iako pisana povijest regije počinje s dominacijom Siusa nad zemljom domorodačkih plemena Arikara, istraživači imaju podatke o datiranju ugljikom i stratigrafske zapise za analizu rane povijesti tog područja. Znanstvenici su uspjeli upotrijebiti datiranje ugljikom za procjenu starosti oruđa pronađenih na tom području, što ukazuje na ljudsku prisutnost koja datira još od 11.500 godina prije Krista s Clovis kulturom. Stratigrafski zapisi pokazuju promjene okoliša u zemlji, kao što su obrasci poplava i suša. Na primjer, velika poplava bazena Black Hilla događa se sa stopom vjerojatnosti od 0,01, što znači da se takve poplave događaju jednom u svakih 100 godina. Međutim, tijekom srednjovjekovne klimatske anomalije, ili srednjovjekovnog toplog razdoblja, poplave u bazenima su se povećale. Stratigrafski zapis područja pokazuje da se tijekom ovih 400 godina trinaest 100-godišnjih poplava dogodilo u četiri bazena u regiji, dok su ista četiri bazena iz prethodnih 800 godina doživjela samo devet poplava.

### Povijest ranog novog vijeka
Arikara su stigla do 1500. godine, a slijedili su je Šajeni, Crow, Kiowa i Pawnee. Tetoni (također poznati kao Siusi) stigli su iz Minnesote u 18. stoljeću i istjerali druga plemena, koja su se selila na zapad. Polagali su pravo na zemlju koju su zvali Ȟe Sápa (Crne planine). Planinski lanac postao je poznat kao Black Hills.
Lovci i trgovci krznom poslovali su s Indijancima.
Europski Amerikanci sve su više napadali teritorij Tetona. Kako bi osigurala siguran prolaz doseljenika Oregonskom stazom i okončala međuplemenski rat, vlada Sjedinjenih Država predložila je sporazum Fort Laramie iz 1868., kojim je uspostavljen Veliki Siuski rezervat zapadno od rijeke Missouri i priznata domorodačka kontrola Black Hillsa. Ugovor je zaštitio Black Hills "zauvijek" od europsko-američkog naseljavanja. I Siusi i Šajeni također su polagali prava na zemlju, rekavši da je njihova kultura smatra axis mundi, ili svetim središtem svijeta.
Iako su glasine o zlatu u Black Hillsu kružile desetljećima, potvrda o nalazištima stigla je prvi put 1874., kada je Brevet general George Armstrong Custer iz 7. američke konjičke vojske tamo predvodio ekspediciju i otkrio zlato u French Creeku. Novinski reporteri koji su pratili ekspediciju službeno su objavili otkriće zlata. Sljedeće godine Newton-Jenneyjeva stranka provela je prvo detaljno istraživanje Black Hillsa. Geodetska ekipa, dr. Valentine McGillycuddy, postao je prvi Europski Amerikanac koja se uspeo na vrh Black Elk. Ova najviša točka u Black Hillsu je na 2,207 metara nadmorske visine.
Tijekom zlatne groznice 1875. – 1878. tisuće rudara otišlo je u Black Hills; 1880. to je područje bilo najgušće naseljeni dio teritorija Dakote. Brzo su izgrađene željezničke pruge do prethodno udaljenog područja. Od 1880. nadalje rudnici zlata donosili su oko 4 000 000 dolara godišnje, a rudnici srebra oko 3 000 000 dolara godišnje.

### Američko osvajanje Black Hillsa
Sukob oko kontrole nad regijom izazvao je Rat Black Hills (1876.), poznat i kao Veliki rat Siusa, posljednji veliki indijanski rat na Velikim ravnicama. Nakon poraza Tetona i njihovih saveznika Šajena i Arapaha 1876., Sjedinjene Države preuzele su kontrolu nad Black Hillsom. Unatoč njihovom prisilnom preseljenju, Tetoni nikada nisu prihvatili valjanost američkog prisvajanja. Nastavili su s pokušajima povrata imovine i podnijeli su tužbu protiv savezne vlade.

### Prava nad zemljom 20.-og stoljeća
23. srpnja 1980. u predmetu United States v. Sioux Nation of Indians, Vrhovni sud Sjedinjenih Država presudio je da je Black Hills nezakonito zauzela federalna vlada i naredio naknadu početne ponuđene cijene plus kamate, gotovo 106 milijuna dolara. Tetoni su odbile presudu jer su željele da im se Black Hills vrati. Novac ostaje na računu s kamatama, koji od 2015. godine iznosi preko 1,2 milijarde dolara, ali Tetoni i dalje odbijaju uzeti novac. Vjeruju da bi prihvaćanje nagodbe omogućilo američkoj vladi da opravda preuzimanje vlasništva nad Black Hillsom.
Godine 2012., posebni izvjestitelj Ujedinjenih naroda James Anaya proveo je 12-dnevnu turneju po zemlji američkih domorodaca kako bi utvrdio kako SAD provodi Deklaraciju Ujedinjenih naroda o pravima domorodačkih naroda, koju je 2010. potvrdila Obamina administracija. Anaya se susreo s plemenima u sedam država u rezervatima i urbanim područjima kao i s članovima Obamine administracije i Senatskog odbora za indijanska pitanja.
U 2010-ima narodi su zajedničkim naporima otkupili sveto mjesto Pe' Sla i zem ljišta blizu Bear Butte.

## Geologija
Geologija Black Hillsa je složena. Tercijarna epizoda izgradnje planina odgovorna je za uzdizanje i trenutnu topografiju regije Black Hills. Ovo uzdizanje obilježeno je vulkanskom aktivnošću u sjevernim Black Hillsima. Južne Black Hills karakteriziraju pretkambrijski granit, pegmatit i metamorfne stijene koje čine jezgru cijelog uzvišenja Black Hills. Ovu jezgru obrubljuju paleozojske, mezozojske i kenozojske sedimentne stijene. Stratigrafija Black Hillsa postavljena je poput mete, budući da je to ovalna kupola, s prstenovima različitih vrsta stijena koji se spuštaju od središta.

## Biosustavi
Kao i s geologijom, biologija Black Hillsa je složena. Većina Hillsa je šuma bora ponderosa, sa smrekom Black Hills ( Picea glauca var. densata ) koja se pojavljuje u hladnim vlažnim dolinama Northern Hillsa. Čudno je da se ova endemska vrsta smreke ne pojavljuje u vlažnim planinama Bear Lodge, koje čine većinu Wyomingovog dijela Black Hillsa. Velike planinske livade s bujnim travnjacima, a ne šumom, raštrkani su po planiskom lancu (osobito zapadnim dijelom), a južni rub je zbog kišne sjene viših nadmorskih visina, prekriven je suhom borovom savanom, s ponekim planinskim mahagonijem i klekovinom Stjenjaka.
Životinjski svijet je i raznolik i bogat. Potoci Black Hills poznati su po pastrvama, dok šume i travnjaci nude dobro stanište za američke bizone, bjelorepe jelene i jelene (Odocoileus hemionus), viloroge antilope, američke muflone, pume i razne manje životinje, poput prerijskih pasa, američkih kuna, Američke crvene vjeverice, sjeverne leteće vjeverice, svizce (Marmota flaviventris) i vjeverice. Biološki, Black Hills je mjesto susreta i miješanja, s vrstama zajedničkim regijama na istoku, zapadu, sjeveru i jugu. Međutim, podržava neke endeme, od kojih je vjerojatno najpoznatija bijelokrili junco (Junco hyemalis aikeni). Neki drugi endemi su Cooperov Stjenjački puž, podvrsta crvenotrbuše zmije iz Black Hillsa i podvrsta južne crvenoleđe voluharice iz Black Hillsa. Neke ptice koje žive samo u Black Hillsu, a ne i u ostatku Južne Dakote su šojka pinjon, kanadska šojka, troprsti djetlić, crnoleđi djetlić, američki dipper, tetrijeb (Bonasa umbellus) i druge.

## Regije Black Hills-a
Sjeverni Black Hills otprilike pokriva okrugima Lawrence i Meade i otprilike je ekvivalentan okrugu Northern Hills Nacionalne šume Black Hills. Središnji Black Hills (Mistični okrug Nacionalne šume Black Hills) nalazi se u okrugu Pennington zapadno od Rapid Cityja. Južni Black Hills nalazi se u okrugu Custer i njima se upravlja u okrugu Hell Canyon nacionalne šume. Konačno, Black Hills u Wyomingu slijede okrug Bearlodge, otprilike okruge Weston i Crook.
Geološki odvojene od Black Hillsa su planine Elk, mali lanac koji čini jugozapadni dio regije.